# Aligátor-americano

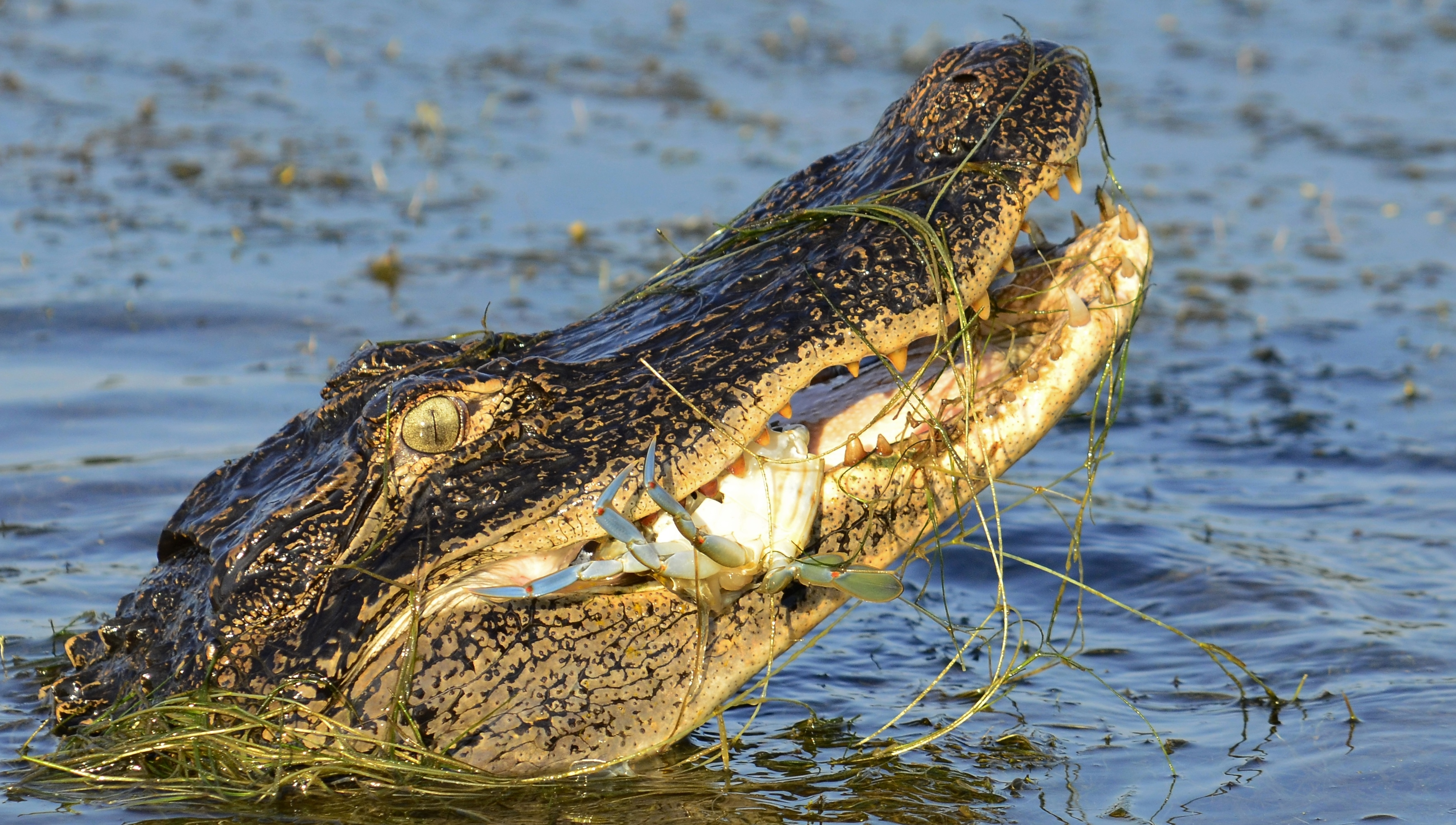
Jacaré-norte-americano comendo um caranguejo

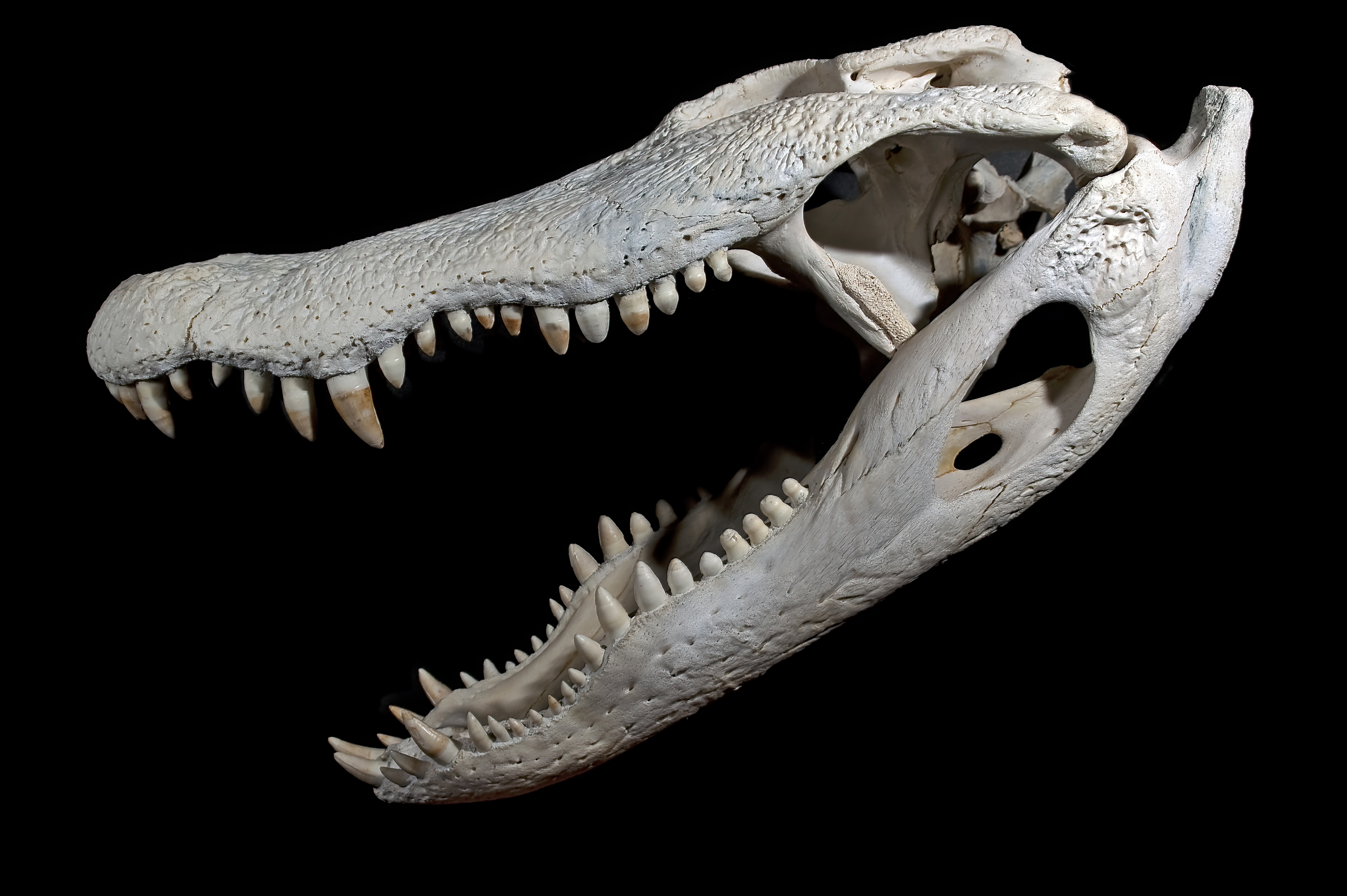
Crânio de um jacaré-norte-americano

O jacaré-norte-americano (Alligator mississippiensis), por vezes também chamado jacaré-americano, aligátor-americano ou jacaré-do-mississípi é uma espécie de jacaré encontrada apenas na região sudeste dos Estados Unidos, junto a riachos e pântanos. São a única espécie de jacaré (também ditos caimões ou aligátores) existente nos Estados Unidos. Dividem em grande parte seu habitat com o crocodilo-americano. Quando adultos, os jacarés-norte-americanos medem de 2,3 metros a 3 metros, e pesam mais de 400 kg (no caso dos machos). Há nos Estados Unidos lendas urbanas, bastante exageradas, de histórias de jacarés que seriam encontrados nos esgotos das grandes cidades americanas. Podem, porém até virem a ser domesticados e, de fato, há pessoas que tentam criá-los em apartamentos.
Quando jovens, os jacarés-americanos alimentam-se de insectos e pequenos crustáceos. Adultos, procuram rãs, cobras, peixes e animais mortos. Também podem se alimentar de animais grandes: ocasionalmente, por exemplo, puxam um veado para dentro d'água, afogam-no e depois o comem. Um jacaré fica muito briguento na época do acasalamento, torna-se muito inquieto e berra para atrair a fêmea. Esta faz o seu ninho com lodo e matéria vegetal, e nele deposita os ovos. Toma conta deles até que os filhotes saiam.
O jacaré-americano, diferente do crocodilo-americano, possui focinho curto. Cerca de 1 milhão de jacarés-americanos vivem no estado da Flórida, mas nem sempre foi assim. Entre o ano de 1950 e 1970 metade da população de jacarés foi exterminada (muitos jacarés foram mortos para a confecção de bolsas com o seu couro), o que fez com que entrasse na lista de animais ameaçados de extinção. Visando parar a matança, os Estados Unidos criaram leis que a proibiram, de modo que a população de jacarés foi se estabilizando no ambiente selvagem. Além disso, muitos biólogos se dedicaram a programas de conservação e muitos jacarés que viviam em cativeiro foram soltos na natureza. Isso tudo fez com que a população desses animais crescesse, chegando a 3 milhões. Nos jacarés-norte-americanos, os machos pesam cerca de 430 kg, já as fêmeas pesam apenas cerca de 290 kg. Os jacarés-americanos, quando adultos, medem entre 2,3 metros e 3,0 metros, mas já houve casos de jacarés-americanos que atingiram cerca de 5 metros. Eles possuem uma das mordidas mais fortes dentre os animais, com pressão de 540 kg por centímetro quadrado. Mesmo sendo um animal não ameaçado de extinção, as pessoas estão voltando a caçá-los pois acham que os jacarés-norte-americanos são uma ameaça e tem medo deles. A verdade é que os jacarés-americanos só atacam quando se sentem ameaçados ou quando estão com muita fome. A continuar a caça predatório poderiam voltar para a lista de animais em extinção, o que seria péssimo para o ecossistema dos Estados Unidos.

## Distribuição geográfica
Os jacarés-norte-americanos ocorrem no sudeste dos Estados Unidos. Um dos seus principais habitats são pântanos que lhes oferecem abrigo e proteção. A Flórida é o estado dos Estados Unidos que mais possui jacarés; existem cerca de 1 milhão de jacarés-norte-americanos apenas no estado da Flórida. O rio Mississípi lhes oferece uma grande área propicia, pois além de ser rico em peixes (alimento do aligátor) ele tem capacidade de abrigar uma grande e variada quantidade de animais. Os jacarés-norte-americanos são encontrados nos estados da Florida, Carolina do Norte, Carolina do Sul, Texas, Arkansas e boa parte da região sudeste dos Estados Unidos.

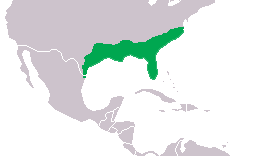
Distribuição atual do jacaré-norte-americano

## Estado de conservação
O risco de extinção do jacaré-norte-americano é de baixo risco ou pouco preocupante. Sua população selvagem estimada em mais de 1 000 000, sendo amplamente distribuída e numerosa durante a maior parte da sua gama de distribuição.

## Características
Os jacarés-norte-americanos machos adultos medem em torno de 3,5 metros, já as fêmeas adultas do jacaré-norte-americano atingem cerca de 2,7 metros. Quando jovens, os jacarés-americanos possuem uma cor cinza com parte da cauda amarelada mas quando adultos a sua coloração é totalmente cinza. Diferentemente dos crocodilos, os jacarés-norte-americanos possuem um focinho grosso e arredondado. Eles pesam em torno de 430 quilos. Os jacarés-norte-americanos são cobertos por escamas e por uma placa óssea bem dura que protegem de mordidas de outros jacarés da mesma espécie. A cauda longa e flexível do animal possibilita-lhe dar um impulso na água facilitando o seu nado. Possuem cerca de 208 dentes que auxiliam na alimentação. Seus olhos são cobertos por pálpebras que se fecham quando entra poeira ou quando estão expostos a ataque de outros jacarés da mesma espécie. As suas quatro pernas o ajudam a rastejar na terra e também o auxiliam a nadar.

## Ataques ao homem
Embora hoje em dia pouco comuns, há vários registros de ataques de jacarés-norte-americanos soltos, selvagens, a seres humanos, nos Estados Unidos. Em junho de 2016, em hotel que faz parte de complexo dos parques da Walt Disney World Resort, em Orlando, na Flórida, um jacaré-norte-americano matou uma criança de apenas dois anos, ao mordê-la e arrastá-la para o fundo de um lago próximo ao qual a criança brincava. Como fazem em geral os jacarés-norte-americanos com presas maiores, a morte nesse caso foi causada por afogamento.